# Filialkirche Brennbichl

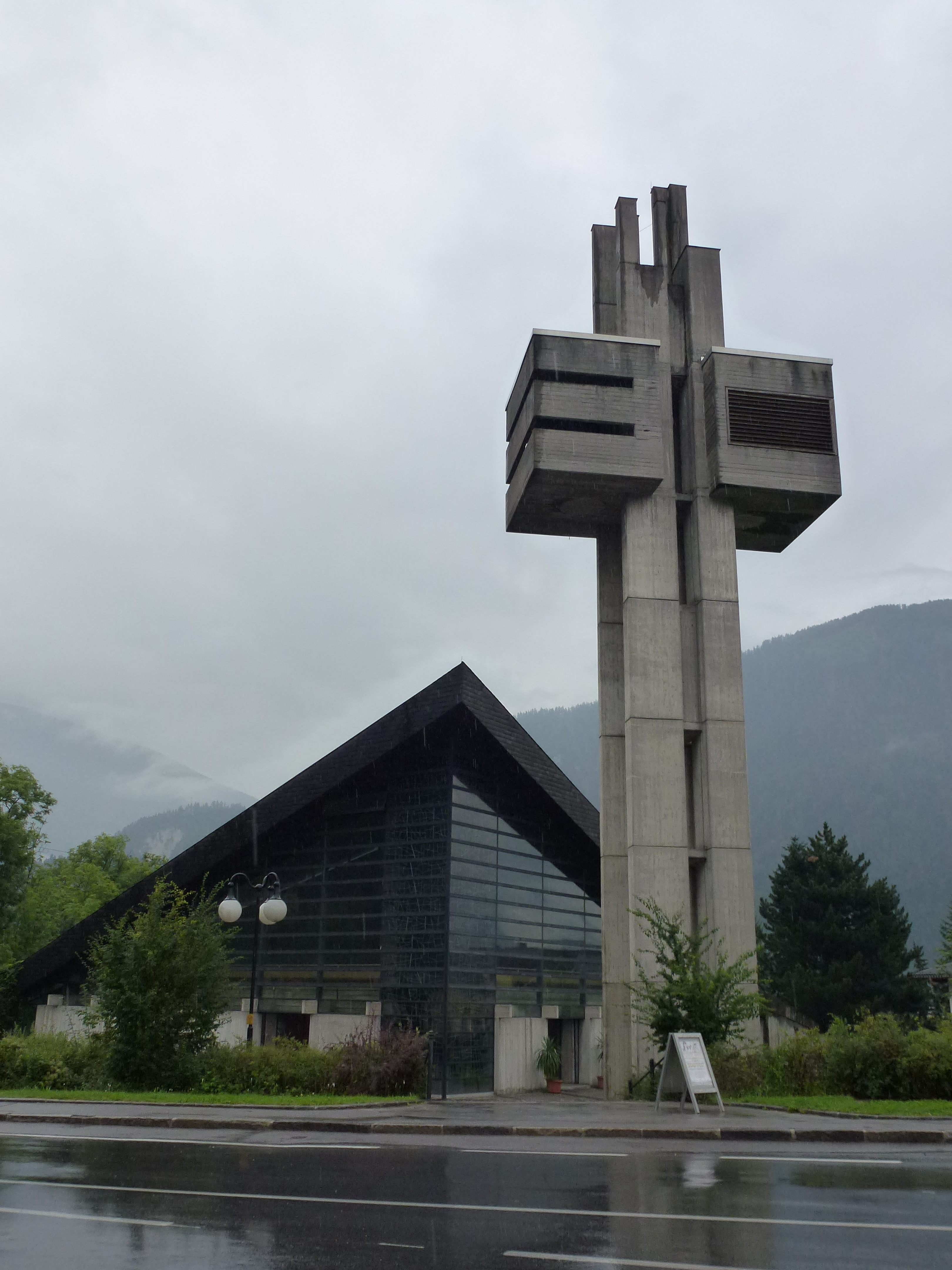
Katholische Filialkirche Hll. Engel in Brennbichl

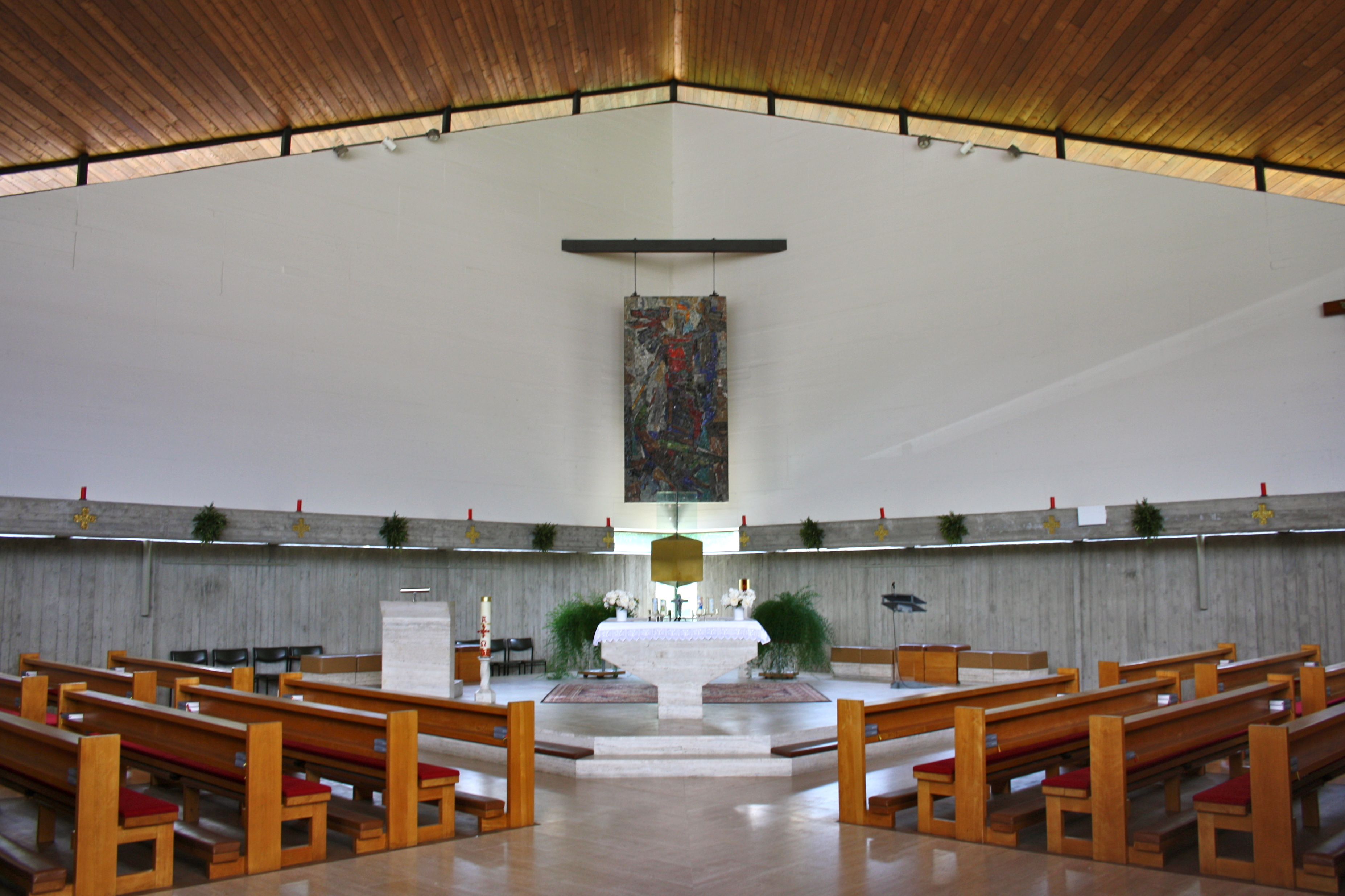
Zentralraum, Blick zum Altar

Die römisch-katholische Filialkirche Brennbichl, auch Kirche zu den Heiligen Engeln oder Schutzengelkirche, steht im Stadtteil Brennbichl in der Stadtgemeinde Imst im Bezirk Imst im Bundesland Tirol. Die dem Patrozinium zu den Heiligen Engeln unterstellte Filialkirche gehört zur Pfarre Imst. Die Kirche steht unter Denkmalschutz (Listeneintrag).

## Beschreibung
Der moderne Kirchenbau bei der Brücke über den Gurglbach wurde von 1965 bis 1967 nach Plänen des Architekten Norbert Heltschl errichtet und am 12. November 1967 geweiht. 
Nördlich der Kirche steht der freistehende, plastisch in Kreuzform gestaltete Glockenturm als Betonbau. Der rechteckige Kirchenraum mit hohen Lichtwänden weist durch die Anordnung von Gestühl und Altarbezirk eine diagonale Tendenz auf.
Das große Mosaik über dem Altar zeigt eine expressive Darstellung des Erzengels Michael. Es wurde von Andreas Weissenbach in einer eigens entwickelten Technik aus einer Verbindung von Glas- und Natursteinen geschaffen. Die Kreuzwegstationen von Elmar Kopp sind verzinkte Kupferreliefs mit stark reduzierten, meist auf die Figur Christi beschränkten Darstellungen.
Die abstrakten Glasfenster in der abgetrennten Taufkapelle stammen von August Stimpfl.
Auf dem Altar der Werkstagskapelle steht eine Statue der Schmerzhaften Muttergottes aus der Zeit um 1685/90 des Bildhauers Andreas Thamasch, welche aus der Kapelle Unser Herr im Elend in Brennbichl hierher übertragen wurde. 